# Waverly-Explosion
Die Waverly-Explosion ereignete sich am 24. Februar 1978 in Waverly, Tennessee, USA, 90 km westlich von Nashville und 228 km ostnordöstlich von Memphis. Bei Aufräum- und Bergungsarbeiten nach einem Eisenbahnunfall, der sich zwei Tage zuvor ereignet hatte, explodierte ein entgleister Kesselwagen mit flüssigem Propan (BLEVE). Mit 16 Toten handelte es sich um den opferreichsten Vorfall dieser Art in den USA und führte zu einer Verschärfung der nationalen Sicherheitsvorkehrungen bei Flüssiggas-Kesselwagen.

## Hergang
Am 22. Februar 1978 gegen 22:30 Uhr entgleisten in Waverly aufgrund eines Radbruchs 24 der 92 Waggons eines Zuges der Louisville and Nashville Railroad auf dem Weg von Nashville nach Memphis, darunter zwei einwandige und mit flüssigem Propan gefüllte Kesselwagen. Die ersten Einsatzmannschaften vor Ort waren Feuerwehrleute und Polizisten aus Waverly, die keine Lecks oder Brände an den Wagen feststellten, aber auch über keine Gasmessgeräte verfügten. Außerdem hatten sie irrtümlich angenommen, es handle sich um doppelwandige Wagen. Trotzdem wurden vorsorglich ein nahegelegenes Einfamilienhaus und eine Betreuungseinrichtung evakuiert.
Am nächsten Morgen trafen der alarmierte Zivilschutz und eine Gefahrengutmannschaft am Ort des Unglücks ein. Der Evakuierungsbereich wurde auf einen Umkreis von 400 m erweitert und alle Elektro- sowie Erdgasquellen im Gefahrenbereich abgedreht. Zu diesem Zeitpunkt hatten die Feuerwehrleute bereits schwere Schlauchleitungen installiert, um die entgleisten Kesselwagen zu kühlen. Die Aufräumarbeiten gingen schnell voran und gegen 20 Uhr konnte die Strecke bereits wieder für den eingeschränkten Verkehr freigegeben werden.
Die Vorbereitungen zur Entladung der Kesselwagen begannen erst am 24. Februar gegen 13 Uhr, nachdem mit Gasindikatoren kein ausgetretenes Propan festgestellt worden war. Auch die Evakuierungen wurden daraufhin größtenteils aufgehoben. Vor Ort waren der Feuerwehrleiter, der Polizeichef, eine Feuerwehrmannschaft und zwei Vertreter des Zivilschutzes, zusammen mit Eisenbahnarbeitern und Personal eines privaten Auftragnehmers. Bevor der Entladevorgang beginnen konnte, bemerkte jemand gegen 14:58 Uhr austretende Propandämpfe an einem der Wagen. Innerhalb von Sekunden, noch bevor irgendjemand auf das austretende Propan reagieren konnte, explodierte der Kesselwagen in einer BLEVE. Durch die Druckwelle und das anschließende Feuer wurden 36 Gebäude von Waverly zerstört oder beschädigt sowie ein großer Teil der Ausrüstung örtlicher Einsatzmannschaften in Mitleidenschaft gezogen. Der Schaden wurde später mit 1,8 Millionen US-Dollar beziffert. 16 Menschen starben an den Folgen der Explosion, darunter der Feuerwehrkommandant und der Polizeichef der Stadt. 43 Personen wurden verletzt.
Unterstützung kam aufgrund eines bundesstaatlichen Hilfeersuchens aus 39 Countys. Aufgrund des zweiten, nun brennenden Kesselwagens, wurde ein Umkreis von 1,6 km um den Gefahrenbereich evakuiert. Hubschrauber brachten Verletzte in Krankenhäuser nach Nashville, Louisville, Birmingham und Cincinnati.
An die Tragödie erinnert das Waverly Train Explosion Memorial Museum.

## Auswirkungen
Die Behörde für Transportsicherheit untersuchte den Vorfall und stellte fest, dass die Ursache der Freisetzung und Entzündung des Flüssiggases auf eine Beschädigung der Außenhülle des Kesselwagens zurückzuführen war. Diese geschah entweder durch die äußere Einwirkung während der Bewegung des Wagens im Zuge der Entladevorbereitungen, oder durch den gestiegenen Druck im Inneren des Wagens. Die Struktur selbst war bereits durch den Entgleisungsvorgang geschwächt.
Durch andere BLEVEs in den 1970er Jahren, unter anderem 1970 in Crescent City (Illinois) mit 66 Verletzten, 1971 in Houston (Texas) mit einem Toten und 37 Verletzten sowie der Kingman-Explosion 1973 in Arizona mit 12 Toten und 100 Verletzten, rüstete die Eisenbahnindustrie bis 1980 alle Flüssiggas-Kesselwagen mit Hitzeschutz, Sicherheitskupplungen und verstärkten Kopfzonen aus. Seitdem gab es in den Vereinigten Staaten keine BLEVEs von Eisenbahnkesselwagen mehr.
Als direkte Reaktion auf die Tragödie wurde von Gouverneur Ray Blanton die Gründung eines Instituts für Gefahrenstoffe angeordnet und die Generalversammlung von Tennessee verabschiedete eines der stärksten Notfallmanagementgesetze in den USA.